# 比利峰
比利峰（英語：Billie Peak）是南極洲的山峰，位於帕默群島的昂韋爾島東南岸，處於貝角東北面3公里，海拔高度725米，由比利時探險隊發現，現時由南極條約體系管理。